# Epsilon Ursae Majoris
Pour les articles homonymes, voir Epsilon (homonymie).
Désignations
Epsilon Ursae Majoris (ε UMa), également nommée Alioth, est une étoile de la constellation de la Grande Ourse. Malgré sa désignation de Bayer « ε » (epsilon, 5e lettre de l'alphabet grec), il s'agit de la plus brillante de sa constellation, et à ce titre elle est l'une des sept étoiles de la constellation qui forment l’astérisme du Grand Chariot.

## Nomenclature et histoire

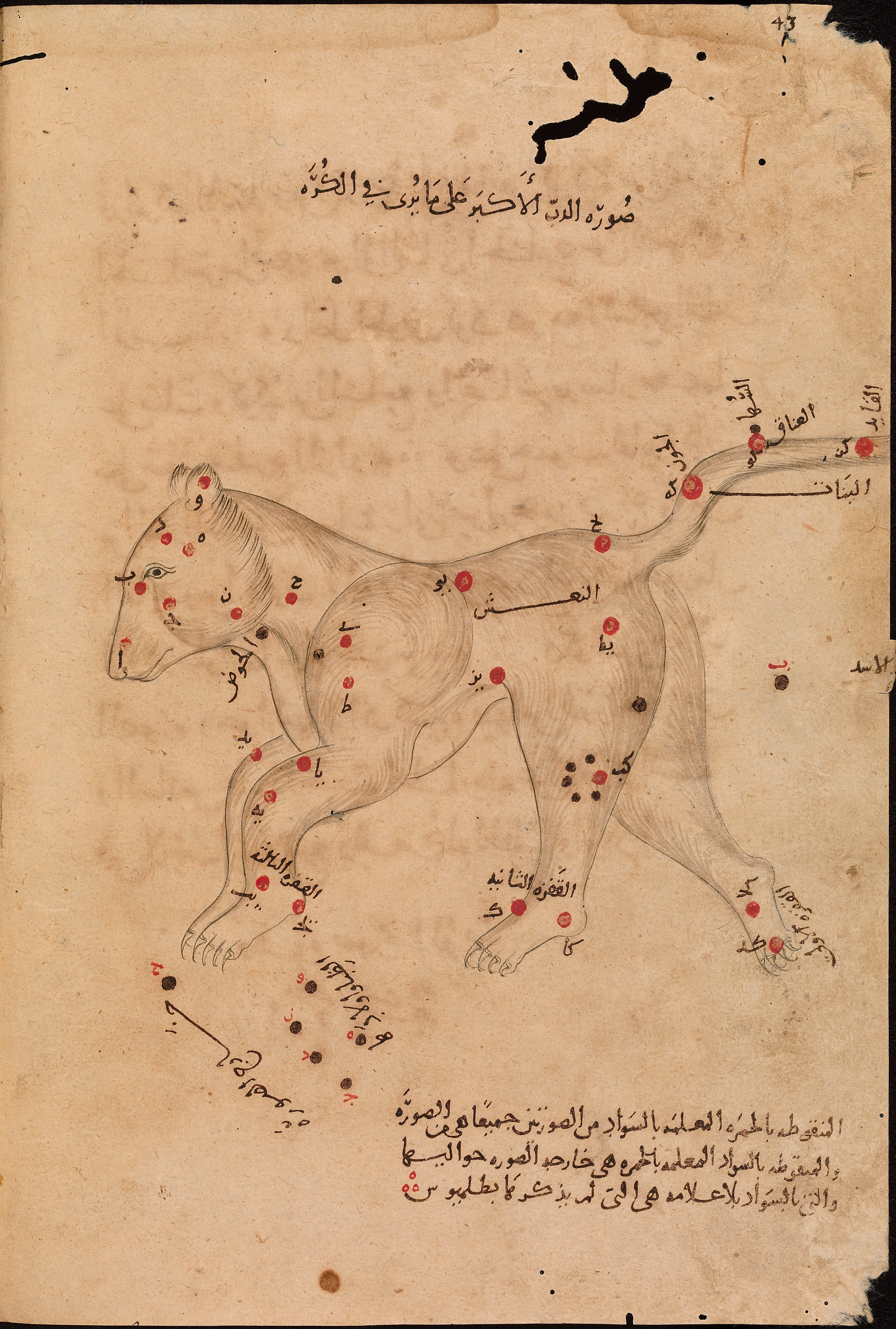
الدبّ الأكبر al-Dubb al-Akbar, « la Grande Ourse » dans une édition du traité de ᶜAbd al-Raḥmān al-Ṣūfī XIe s.

Alioth est le nom de l'étoile à présent approuvé par l’Union astronomique internationale (UAI). On trouve à l’origine, dans les textes arabes, الجون al-Ğawn, notamment chez ᶜAbd al-Raḥmān al-Ṣūfī (XIe s.), appellation dont la signification reste obscure : « le Golfe » pour les uns, « le Cheval noir » ou alors « le Taureau » pour d’autres. On rencontre chez Gérard de Crémone (ca. 1175) la transcription curieuse alioze, qui va être interprétée par les philologues de la Renaissance comme étant l’arabe ألية Aliya(t), « [la] Queue [grasse de la Brebis] », Joseph Juste Scaliger (1579), ce qui donne le nom Aliath dans l’Uranometria de Johann Bayer (1603). Ce nom va s’imposer sous la forme modifiée Alioth au XIXe siècle, comme le note Richard Hinckley Allen (1899),.
On trouve aussi le nom Risalioth, qui est l'arabe reconstruit راس الألية Ra’s al-aliya, « le Début de la Queue », introduit grâce aux explications de Joseph Juste Scaliger (1579), et repris par Richard Hinckley Allen (1899),.

## Caractéristiques physiques
Avec une magnitude apparente de 1,77, Alioth est la 33e étoile la plus brillante de la voûte céleste. D'après les mesures de parallaxe du satellite Hipparcos, elle est distante d'environ 83 années-lumière de la Terre. Elle se rapproche du Système solaire à une vitesse radiale de −13 km/s.
Il s'agit d'une géante ou sous-géante blanche de type spectral A1III-IVp, le « p » indiquant des particularités dans l'abondance de certains éléments chimiques dans son spectre, une caractéristique des variables de type α2 CVn (dont α2 Canum Venaticorum, ou Cor Caroli, est le prototype). Alioth, en représentante de ce type, semble combiner deux phénomènes qui interagissent : son champ magnétique intense sépare ses différents éléments métalliques et l'angle entre son axe de rotation et son champ magnétique (presque 90°) provoque diverses bandes d'éléments magnétiquement triés, qui sont perçues à différents moments depuis la Terre. Ces éléments — et la rotation de leurs bandes — induisent une fluctuation du spectre d'Alioth sur une période de 5,1 jours.
Pour ce type d'étoiles variables, Alioth possède un champ magnétique relativement faible, 15 fois plus faible que celui de Cor Caroli, mais tout de même 100 fois plus élevé que celui de la Terre.

## Environnement stellaire
Du point de vue de la constellation de la Grande Ourse, Alioth est l'étoile de la queue de l'animal la plus proche de son corps. Il s'agit également d'un membre du courant d'étoiles de la Grande Ourse, un groupe d'étoiles large et diffus dont les membres semblent partager des vélocités communes.
La désignation de Bayer d'Alioth viole la règle usuelle qui veut que les premières lettres de l'alphabet grec soient assignées aux étoiles les plus brillantes de la constellation. De fait, les étoiles de la constellation de la Grande Ourse ont été indexées par Bayer d'ouest en est et pas par luminosité décroissante.